# Martha Kyrle
Martha Kyrle (geborene Schärf; * 17. April 1917 in Wien; † 15. Juli 2017 ebenda) war eine österreichische Medizinerin und Philanthropin. 

## Leben
Die Mutter von Martha Kyrle war die seit 1944 an einem sehr schweren Herz- und Kreislaufleiden erkrankte Hilda Schärf, die 1956 starb. Ihr Vater war der Rechtsanwalt und spätere Bundespräsident Adolf Schärf (1890–1965).
Martha besuchte nach der Matura ab Herbst 1935 das Reinhardtseminar, studierte daneben aber auch Anglistik. 1937 wurde sie am Schauspielhaus Zürich verpflichtet; ab Mitte 1940 studierte sie Medizin und wurde Fachärztin für Dermatologie. Die Tochter des Bundespräsidenten Adolf Schärf fungierte während der Amtszeit ihres verwitweten Vaters von 1957 bis 1965 als First Lady Österreichs und war anlässlich des amerikanisch-sowjetischen Gipfeltreffens in Wien 1961 Gastgeberin von Jacqueline Kennedy und Nina Chruschtschowa. Auch betreute sie bei Staatsbesuchen u. a. Königin Juliana der Niederlande, die Könige von Schweden und Dänemark und den thailändischen König Bhumibol mit Ehefrau Sirikit.

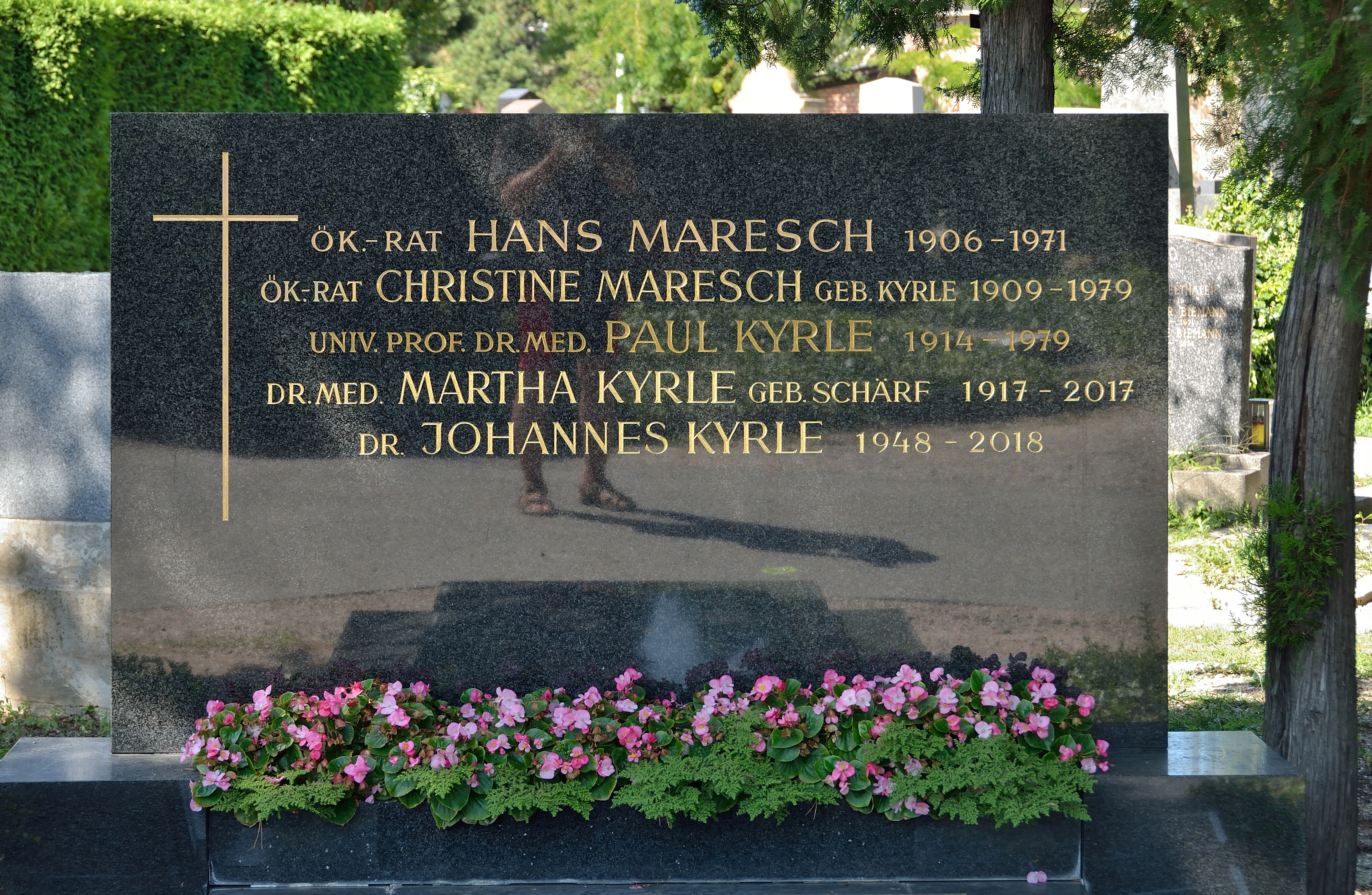
Grab auf dem Döblinger Friedhof

Nach ihrem Studium der Medizin ehelichte sie den Arzt und Universitätsprofessor Paul Kyrle. Ihr älterer Sohn Johannes Kyrle war Botschafter und als Generalsekretär für auswärtige Angelegenheiten (2002–2013) der ranghöchste Beamte im österreichischen Außenministerium. Der jüngere Sohn Paul Alexander Kyrle ist Universitätsprofessor für Innere Medizin im Allgemeinen Krankenhaus Wien.
Bereits ab dem 1. Jänner 1939 engagierte sie sich in Wien als Betreuerin von Kindern in sozial gefährdeten Familien. 1962 war sie wesentlich an der Gründung von UNICEF in Österreich beteiligt und bis 2009 die Präsidentin dieser Organisation; auch danach war sie als Ehrenpräsidentin weiter eng mit UNICEF verbunden. Als langjährige Präsidentin und Protektorin des österreichischen UNICEF-Komitees engagierte sie sich insbesondere für kranke und behinderte Kinder. Im Jahre 1993 erhielt sie den Bruno-Kreisky-Preis für Verdienste um die Menschenrechte. 
Martha Kyrle starb 2017 im Alter von 100 Jahren. Sie wurde am Döblinger Friedhof bestattet.